# Ricky Martin Live: Black & White Tour
Ricky Martin Live Black & White Tour es el segundo álbum en vivo del cantante puertorriqueño Ricky Martin. Fue grabado en Puerto Rico el 10 y 11 de agosto del 2007 como parte de su gira mundial "Black & White" ("Blanco y Negro").
Como su anterior álbum en vivo MTV Unplugged, fue lanzado en un formato CD/DVD.
La canción "Somos la semilla" del álbum A medio vivir fue lanzada a estaciones de radio para promocionar el álbum.

## Lista de canciones
1. Intro - Pégate/Raza de mil colores/Por arriba, por abajo — 5:39
2. I Don't Care/María Mix — 4:46
3. Vuelve — 5:07
4. Revolución — 4:15
5. It's Alright — 4:32
6. Livin' la vida loca — 3:53
7. Somos la semilla — 4:07
8. Rave Intro - Drop It On Me/Lola, Lola /The Cup of Life — 12:20
9. Tal vez — 4:34
10. Tu recuerdo (feat. La Mari) - 5:42

## Pre-oferta deiTunessolo en los EE.UU.
1. She's All I Ever Had / Bella

## Canciones del DVD
1. ACT I Tribal
  - Intro/Pégate/Raza de Mil Colores/Por Arriba, Por Abajo
  - This Is Good
  - Indonesian Transition
  - Jaleo
  - I Don't Care/María Mix
  - Hindu Dance Transition
2. Act II Romance
  - Vuelve
  - Gracias por pensar en mí
  - Fuego de noche, nieve de día
  - She's All I Ever Had/Bella
3. Act III Revolution
  - Rebirth Intro
  - Revolución
  - It's Alright
  - Livin' la vida loca
  - Somos la semilla
  - Asignatura pendiente
4. Act IV Rave
  - Rave Intro
  - Drop It On Me/Lola, Lola/La bomba
  - The Cup of Life
5. Encore
  - Tal vez
  - Tu recuerdo (con La Mari de "Chambao")

- Datos: Q1171111